# Henri Namphy
Henri Namphy (Cap-Haïtien, Haiti, 2 de novembro de 1932 — República Dominicana, 26 de junho de 2018) foi um general e político haitiano que atuou como presidente provisório do corpo governante do Haiti, o Conselho Nacional de Governo, de 7 de fevereiro de 1986 a 7 de fevereiro de 1988. Ele serviu novamente como Presidente do Haiti de 20 de junho de 1988, até sua deposição em 17 de setembro de 1988 no golpe de Estado de setembro do mesmo ano. 
Após a queda do governo liderado por Jean-Claude Duvalier, que fugiu do país com sua família em 1986, o tenente-general Namphy tornou-se presidente do conselho interino de governo, composto de seis membros civis e militares, que prometiam eleições e reformas democráticas. Ao seu regime foi dado o apelido de "duvalierismo sem Duvalier".
Namphy, que mantinha uma reputação de ser honesto e apolítico, teve problemas em suas primeiras semanas no poder, os haitianos deixaram suas celebrações pela saída de Duvalier e iniciaram tumultos e saques. Em março de 1986, com a violência varrendo a capital, Port-au-Prince, o popular ministro da Justiça renunciou ao conselho dominante e Namphy demitiu três outros membros que tiveram laços estreitos com o regime de Duvalier. O novo conselho teve dois outros membros, além de Namphy. O conselho teve dificuldade em exercer a sua autoridade por causa de frequentes greves e manifestações.
Uma eleição realizada em outubro por uma Assembleia Constituinte para preparar um projeto de Constituição, refletia a falta de interesse público na determinação do futuro político do país. A primeira tentativa de eleições, em novembro de 1987, terminou quando cerca de três dezenas de eleitores foram massacrados. Em janeiro de 1988, Leslie Manigat venceu uma eleição que foi amplamente considerada fraudulenta, e Namphy o derrubou em 20 de junho no golpe de Estado de junho após Manigat demitir Namphy como comandante do Exército. Namphy permaneceu no poder até 17 de setembro de 1988, quando foi deposto por um grupo de jovens oficiais organizados pelo general Prosper Avril, no golpe de Estado de setembro.
Ele morreu de câncer de pulmão em 26 de junho de 2018 na República Dominicana, após 30 anos no exílio.